# Karl Wilhelm von Nägeli
Karl Wilhelm von Nägeli (27. března 1817, Kilchberg – 11. května 1891, Mnichov) byl švýcarský botanik zabývající se mikroskopickými studiemi rostlin. Popsal nemalé množství rostlinných druhů a byl prvním vědcem na světě, který pozoroval a popsal chromozómy (1842).